# Rebels (албум RBD)
 (срп. Бунтовници) је четврти, али први студијски албум на енглеском, мексичке групе RBD. Званично је објављен само један сингл: Tu Amor. На албуму се налазе 6 нових песмама (7 на јапанском издању) а остатак чине песме са претходна 3 албума, али препеване на енглески. 

## Списак песама
1. - 04:38
2. - 03:41
3. - 04:05
4. - 03:16
5. - 04:07
6. - 03:12
7. - 03:31
8. - 03:36
9. - 03:02
10. - 03:39
11. - 03:56
12. - 03:21

Бонус песме
1. - 04:36
2. - 02:00

* обухвата делове песама Ser O Parecer, Dame и Bésame Sin Miedo са албума Celestial
Бонус песме на јапанском издању
1. - 04:57
2. - 03:25

Вал-Мартово издање
- Обухвата све песме са стандардног издања
- Обухвата и додатни дикс са 6 "уживо" песама и ексклузивним видеом

1. – 04:34
2. – 03:43
3. – 03:28
4. – 03:39
5. – 04:23
6. – 04:31
7. – 07:13

Издање са DVD-јем
- Обухвата све песме са стандардног издања
- Обухвата и DVD који садржи